# 雷列乌
雷列乌，是西班牙巴伦西亚自治区阿利坎特省的一个市镇。总面积77km2，2001年总人口800人，人口密度10人/km2。